# Izobronta
Izobronta (z řeckého isos – stejný a brontan – hřmít) je izolinie popisující rozložení bouřkových projevů. Výraz „izobronta“ použil poprvé v roce 1879 německý meteorolog Wilhelm von Bezold. Dnes se používá ve dvou odlišných významech:
1. izolinie spojující na mapě místa, kde bylo určitý den slyšet první zahřmění. V tomto případě se izobronty používají ke sledování pohybů bouřek.
2. izolinie spojující místa se stejným počtem bouřkových dní; používá se v klimatologii.